# Marina Lavrentievna Popovich
Marina Lavrentievna Popovich (nhũ danh Vasiliyeva; 20 tháng 7 năm 1931 – 30 tháng 11 năm 2017) là một kỹ sư, đại tá không quân Liên Xô và là phi công thử nghiệm được tặng thưởng huân chương của Liên Xô. Năm 1964, bà trở thành người phụ nữ thứ ba và là người phụ nữ Liên Xô đầu tiên phá vỡ bức tường âm thanh. Được biết đến với cái tên "Madame MiG", vì công việc lái máy bay chiến đấu Liên Xô, bà đã thiết lập hơn một trăm kỷ lục thế giới hàng không về hơn 40 loại máy bay trong sự nghiệp của mình.

## Tiểu sử
Marina Vasilieva sinh năm 1931 tại huyện Velizhsky thuộc tỉnh Smolensk, nhưng đã di tản cùng gia đình đến Novosibirsk trong Thế chiến II. Bà bắt đầu học bay khi còn nhỏ, nhưng sau chiến tranh, Liên Xô cấm phụ nữ làm phi công quân sự. Năm 16 tuổi, tự giới thiệu mình mới 22 tuổi, bà đã viết thư cho Nguyên soái Liên Xô Kliment Voroshilov yêu cầu được nhận vào một trường bay. Voroshilov đã can thiệp nhân danh Popovich và bà được nhận vào trường Technikum Hàng không Novosibirsk học cho đến khi tốt nghiệp vào năm 1951.
Ban đầu, bà chỉ ra làm kỹ sư, sau đó chuyển sang làm huấn luyện viên bay. Năm 1962, bà gia nhập nhóm phụ nữ đầu tiên được đào tạo để trở thành phi hành gia trong chương trình không gian của Liên Xô. Sau hai tháng đào tạo, bà đã bị loại khỏi chương trình. Chồng bà, Pavel Popovich, được nhận vào chương trình, trở thành người thứ tám trong không gian trên tàu Vostok 4 vào năm 1962.
Bà trở thành phi công của Không quân Liên Xô vào năm 1963, và năm 1964 được nhận vào làm phi công thử nghiệm quân sự. Cuối năm đó (ngày 10 tháng 6), bà đã phá vỡ rào cản âm thanh trong một chiếc MiG 21. Bà tham gia lực lượng dự bị quân sự vào năm 1978 rồi về sau gia nhập Cục Thiết kế Antonov với tư cách là một phi công thử nghiệm. Tại Antonov, bà thiết lập mười kỷ lục chuyến bay trên chiếc Antonov An-22 chạy bằng động cơ tuốc bin cánh quạt. Bà nghỉ hưu năm 1984.
Ngoài ra Marina Popovich còn là một thành viên của Hội Nhà văn Nga, tác giả của chín cuốn sách, bao gồm tập thơ Zhizn – vechny vzlyot (Cuộc đời vụt sáng vĩnh cửu, 1972). Bà là đồng tác giả của hai kịch bản phim, Nebo So Mnoy (Bầu trời với tôi, 1974) và Buket Fialok (Bó Hoa Tím, 1983). Một ngôi sao trong chòm sao Cự Giải mang tên bà.
Popovich qua đời vào ngày 30 tháng 11 năm 2017. Bà được chôn cất với huân chương quân sự tại Nghĩa trang Tưởng niệm Quân đội Liên bang Nga.

### Trải nghiệm UFO
Marina Popovich từng kể về trải nghiệm của mình với UFO trong cuốn sách có tựa đề UFO Glasnost (xuất bản năm 2003 tại Đức) và trong các buổi diễn thuyết và phỏng vấn công khai. Bà tuyên bố rằng các phi công quân sự và dân sự Liên Xô đã xác nhận 3.000 trường hợp nhìn thấy UFO và Không quân Liên Xô và KGB đã tìm lại được mảnh vỡ của năm UFO bị rơi. Các địa điểm gặp nạn là Tunguska (1908), Novosibirsk, Tallinn, Ordzhonikidze và Dalnegorsk (1986).

## Đời tư
Người chồng đầu tiên của Marina Popovich là Pavel Popovich, cựu phi hành gia Liên Xô, hai người có với nhau hai cô con gái, Natalya (sinh năm 1956) và Oksana (sinh năm 1968), cả hai đều tốt nghiệp Học viện Quan hệ Quốc tế Moskva. Bà có hai cháu gái, Tatyana và Alexandra, và cháu trai Michael, sau này được sinh ra ở Anh. Người chồng thứ hai của bà là Boris Alexandrovich Zhikhorev, một Thiếu tướng Không quân Nga đã nghỉ hưu, Phó Chủ tịch Ủy ban Trung ương Liên hiệp Sĩ quan Liên Xô.

## Giải thưởng và huân chương
- Huân chương Cờ đỏ
- Huân chương Sao đỏ
- Huân chương Vinh dự
- Thạc sĩ Thể thao Danh dự
- Giành Huy chương Vàng Vĩ đại "FAI" vì việc phân phối kiến thức hàng không